# Bálint Bajner
Bálint Bajner (ur. 18 listopada 1990 w Szombathely) – węgierski piłkarz występujący na pozycji napastnika. Obecnie jest zawodnikiem Borussii Dortmund.
W rozgrywkach Bundesligi zadebiutował 24 lutego 2013 w meczu przeciwko Borussii Mönchengladbach (1:1).